# イスラエル・ベイカー
- イズラエル・ベイカー

イスラエル・ベイカー（Israel Baker, 1919年2月11日 - 2011年12月25日）は、アメリカ出身のヴァイオリン奏者。

## 経歴
シカゴのロシア移民の家に生まれた。幼少時よりアドルフ・ピックの下でヴァイオリンを学び、6歳の時にはラジオ放送に出演してヴァイオリンを披露するほどに上達していた。その後、ジャック・ゴードン、ルイス・パーシンガーの各氏に師事。ブロニスワフ・フーベルマンの薫陶も受けた。
22歳の時には、レオポルド・ストコフスキーの率いる全アメリカ青年管弦楽団のコンサートマスターを務め、アルトゥーロ・トスカニーニの指揮するNBC交響楽団にも参加した。第二次世界大戦中は、アメリカ負傷兵のための慰問演奏を積極的に行った。1950年にはヤルタ・メニューインとデュオを組み、1951年に二人でニューヨーク・デビューを飾った。一方でハリウッドのスタジオ・ミュージシャンとしても活動し、ブルーノ・ワルターの指揮するコロンビア交響楽団にコンサートマスターとして参加したほか、アルフレッド・ヒッチコック監督の『サイコ』でジャネット・リーの演じるマリオン・クレインが刺殺される場面でヴァイオリンを弾いている。
カリフォルニアのスタジオシティにて死去。